# سلسلة إنتواكلونغ

تبدأ سلسلة إنتواكلونغ من الدبابات الخفيفة وتصل لدبابات فائقة الثقل.

سلسلة إنتواكلونغ (إنتواكلونغ كلمة ألمانية تعني التطوير) والتي تعرف بسلسلة إي، كانت محاولة في وقت متأخر من الحرب العالمية الثانية لألمانيا النازية لإنتاج سلسلة موحدة من تصاميم دبابات. وضعت هذه السلسلة ستة أنواع مختلفة من الدبابات مقسمة حسب الوزن، بدأت بدبابة خفيفة بوزن من 5 ألى 10 طن ووصلت لدبابة فائقة الثقل يصل وزنها ل 100 طن لقبت بتايجر-ماوس وسميت بإي-100. كما لم تغفل السلسلة وجود مدمرتين دبابات هما إي-10 و إي-25. هدفت هذه السلسلة لوضع تصاميم معيارية يمكن الاعتماد عليها بينها سمات مشتركة تجعلها ابسط وتبد عن النهج الذي بنى الألمان عليه دباباتهم المعقدة التي أدت إلى انخفاض معدلات الإنتاج وظهور المشاكل الميكانيكية وبالتالي قللت الموثوقية.
كانت تصاميم هذه السلسلة أبسط وأرخص وأكثر كفاءة من سابقاتها، مما يعكس على كمية ونوعية الإنتاج لهذه الأنواع من الدبابات. وهدفت هذه السلسلة لإستبدال الدبابات الألمانية السابقة من أمثال مدمرة الدبابات الهتزر ودبابتي البانثر والتايجر 2. وكانت عملية الأستبدال والتطوير هذه ستمثل التوحيد النهائي لتصميم المركبات المدرعة الألمانية. كانت معظم مركبات هذه السلسلة سوف تعتمد على بعض الاجزاء الموجود في الدبابات السابقة.